# Communautés autonomes d'Espagne
 (juin 2024).

Carte des communautés autonomes.

Les communautés autonomes (en espagnol : comunidades autónomas, abrégé en CC.AA.) sont le premier niveau de subdivision territoriale du royaume d'Espagne. Au nombre de 17, auquel il faut ajouter les villes autonomes de Ceuta et Melilla, elles bénéficient toutes d'un régime d'autonomie interne.

## Formation
Les communautés sont constituées par « les provinces limitrophes présentant des caractéristiques historiques, culturelles et économiques communes », « les territoires insulaires », « les provinces constituant une entité régionale historique », « une province qui ne réunit pas les conditions [précédentes] » ou « des territoires qui ne sont pas compris dans l'organisation provinciale ». Elles bénéficient d'un statut d'autonomie inscrit dans une loi organique qui régit son organisation institutionnelle, ses compétences et les prélèvements obligatoires dont elle reçoit tout ou partie des recettes en vue d'assurer son financement.
Bien qu'elles bénéficient du pouvoir exécutif et du pouvoir législatif, les communautés autonomes constituent des collectivités décentralisées — à l'instar des régions d'Italie — et non des entités fédérées.

### Organisation institutionnelle
L'article 152 de la Constitution impose que l'organisation des institutions autonomes soit fondée sur « une assemblée législative élue au suffrage universel, conformément à un système de représentation proportionnelle qui assure, en outre, la représentation des diverses zones du territoire ; un conseil de gouvernement aux fonctions exécutives et administratives et un président, élu par l'assemblée parmi ses membres, et nommé par le roi, auquel incombe la direction du conseil de gouvernement, la représentation suprême de sa communauté et la représentation ordinaire de l'État dans celle-ci. Le président et les membres du conseil de gouvernement sont politiquement responsables devant l'assemblée ».
Dans l'ensemble des communautés autonomes, les membres du gouvernement portent le titre de « conseiller » (en espagnol : consejero, en catalan : conseller, en basque : sailburua, en galicien : conselleiro). Ils sont placés à la tête d'un département exécutif (en espagnol : consejería, en catalan : departament ou conselleria, en basque : saila, en galicien : consellería).

## Système de financement
Le financement des communautés autonomes (en espagnol : modelo de financiación autonómica) repose sur la distinction entre le régime de droit commun, et le Concierto Económico propre au Pays basque et à la Navarre.

### Système de droit commun
Il est établi par la loi organique de financement des communautés autonomes (LOFCA) et régulièrement révisé dans le cadre du Conseil de la politique fiscale et financière (CPFF). La dernière version est entrée en vigueur en 2009, accordant une plus grande autonomie fiscale aux territoires.
Chaque communauté se voit ainsi reverser 50 % du total de l'impôt sur le revenu (IRPF) et de la taxe sur la valeur ajoutée (TVA) perçu par l'État sur son territoire ; 58 % des impôts spéciaux (sur la bière ; sur le vin et les alcools fermentés ; sur les produits intermédiaires ; sur l'alcool et les produits dérivés ; sur les hydrocarbures ; sur le tabac ; sur le charbon) ; 100 % de l'impôt sur le patrimoine, de l'impôt sur les successions et donations, de l'impôt sur les transmissions patrimoniales, de l'impôt spécial sur l'électricité, de l'impôt spécial sur l’immatriculation, et des taxes sur les jeux de hasard. Jusqu'à son abrogation en 2012, elles touchaient également l'intégralité des recettes de l'impôt sur la vente au détail de certains hydrocarbures (IVMDH),.
Le système de droit commun est adapté à la situation particulière d'éloignement propre aux îles Canaries grâce au dispositif du régime économique et fiscal (REF).

### Système spécifique
Dans le cadre du Pays basque et de la Navarre, les députations forales d'Alava, de Biscaye et du Guipuscoa et le Gouvernement de Navarre recouvrent la totalité des impôts dans leurs ressorts territoriaux respectifs. Elles reversent ensuite aux autorités nationales une somme — appelée « quota » (Cupo) au Pays basque et « apport » (aportación) en Navarre — qui correspond aux dépenses assumées par l'État espagnol pour les compétences qu'il n'a pas transférées à la communauté autonome, comme la diplomatie, la défense nationale ou encore les intérêts de la dette publique étatique. Cette somme est régulée par une loi spécifique, votée en principe tous les cinq ans,.

## Statistiques
Chiffres en date du mois de décembre 2020.
Les trois communautés autonomes ayant le produit intérieur brut le plus élevé sont la communauté de Madrid (216,53 milliards €), la Catalogne (212,93 milliards €) et l'Andalousie (150,56 milliards €), tandis que celles dont il est le plus bas sont la Navarre (19,27 milliards €), la Cantabrie (12,87 milliards €) et La Rioja (8,13 milliards €). Le revenu par tête est le plus haut dans la communauté de Madrid (32 048 €/habitant), au Pays basque (30 401 €/habitant) et en Navarre (29 314 €/habitant), et il se trouve le plus bas en Estrémadure (18 301 €/habitant), en Andalousie (17 747 €/habitant) et aux Canaries (17 448 €/habitant).
Les trois territoires les plus endettés en valeur absolue sont la Catalogne (82,37 milliards €), la Communauté valencienne (53,82 milliards €) et l'Andalousie (37,29 milliards €), alors que celles qui le sont le moins sont la Cantabrie (3,42 milliards €), la Navarre (3,15 milliards €) et La Rioja (1,65 milliard €). La dette est la plus forte en valeur relative en Communauté valencienne (47,8 % du PIB), en Castille-La Manche (36,5 % du PIB) et en Catalogne (36 % du PIB), et la plus faible dans les Canaries (15,3 % du PIB), en Navarre (15,2 % du PIB) et dans la communauté de Madrid (14,8 % du PIB).
Le déficit public est le plus élevé absolument en Communauté valencienne (1,29 milliard €), en Catalogne (0,75 milliard €) et en région de Murcie (0,45 milliard €). Il est le plus modeste aux îles Baléares (0,34 milliard d'euros d'excédent), au Pays basque (0,60 milliard d'euros d'excédent) et dans la communauté de Madrid (0,74 milliard d'euros d'excédent). En valeur relative, les communautés les plus déficitaires sont la région de Murcie (1,4 % du PIB), la Communauté valencienne (1,2 % du PIB) et la Catalogne (0,3 % du PIB), et les plus excédentaires sont les Asturies (0,93 % du PIB), les îles Baléares (1,17 % du PIB) et la Navarre (1,30 % du PIB).
Le taux de chômage relatif est le plus fort dans les Canaries (20,3 % de la population active), en Andalousie (19,4 % de la population active) et en Estrémadure (19,0 % de la population active), et le plus faible en Catalogne (10,2 % de la population active), en Aragon (10,1 % de la population active) et au Pays basque (8,7 % de la population active pour chacune).

## Liste
| Nom                                                                        | Capitale                                             | Carte                                                           | Provinces                                                             | Population (2021) | Superficie (km2) |
| -------------------------------------------------------------------------- | ---------------------------------------------------- | --------------------------------------------------------------- | --------------------------------------------------------------------- | ----------------- | ---------------- |
| Andalousie (es) Andalucía                                                  | Séville                                              | Situation géographique de l'Andalousie en Espagne.              | Almería Cadix Cordoue Grenade Huelva Jaén Malaga Séville              | 8 500 808         | 87 268           |
| Aragon (es + an) Aragón (ca) Aragó                                         | Saragosse                                            | Situation géographique de l'Aragon en Espagne.                  | Huesca Saragosse Teruel                                               | 1 313 465         | 47 719           |
| Asturies (es) Asturias (ast) Asturies                                      | Oviedo                                               | Situation géographique des Asturies en Espagne.                 | Oviedo                                                                | 1 008 897         | 10 604           |
| Îles Baléares (es) Islas Baleares (ca) Illes Balears                       | Palma                                                | Situation géographique des îles Baléares en Espagne.            | Îles Baléares                                                         | 1 219 404         | 4 992            |
| Îles Canaries (es) Canarias                                                | Las Palmas de Gran Canaria et Santa Cruz de Tenerife | Situation géographique des îles Canaries en Espagne.            | Las Palmas Santa Cruz de Tenerife                                     | 2 246 370         | 7 447            |
| Cantabrie (es) Cantabria                                                   | Santander                                            | Situation géographique de la Cantabrie en Espagne.              | Santander                                                             | 583 684           | 5 326            |
| Castille-et-León (es) Castilla y León                                      | Valladolid (de facto)                                | Situation géographique de la Castille-et-León en Espagne.       | Ávila Burgos León Palencia Salamanque Ségovie Soria Valladolid Zamora | 2 379 530         | 94 223           |
| Castille-La Manche (es) Castilla La Mancha                                 | Tolède                                               | Situation géographique de la Castille-La Manche en Espagne.     | Albacete Ciudad Real Cuenca Guadalajara Tolède                        | 2 047 722         | 79 463           |
| Catalogne (es) Cataluña (ca) Catalunya (oc) Catalonha                      | Barcelone                                            | Situation géographique de la Catalogne en Espagne.              | Barcelone Gérone Lérida Tarragone                                     | 7 660 530         | 31 950           |
| Estrémadure (es) Extremadura (ext) Estremaura                              | Mérida                                               | Situation géographique de l'Estrémadure en Espagne.             | Badajoz Cáceres                                                       | 1 054 779         | 41 634           |
| Galice (es + gl) Galicia                                                   | Saint-Jacques-de-Compostelle                         | Situation géographique de la Galice en Espagne.                 | La Corogne Lugo Ourense Pontevedra                                    | 2 691 213         | 29 574,4         |
| Communauté de Madrid (es) Comunidad de Madrid                              | Madrid                                               | Situation géographique de la Communauté de Madrid en Espagne.   | Madrid                                                                | 6 736 407         | 8 022            |
| Région de Murcie (es) Región de Murcia                                     | Murcie                                               | Situation géographique de la Région de Murcie en Espagne.       | Murcie                                                                | 1 516 055         | 11 317           |
| Navarre (es) Navarra (eu) Nafarroa                                         | Pampelune                                            | Situation géographique de la Navarre en Espagne.                | Navarre                                                               | 656 836           | 10 391           |
| Pays basque (es) País Vasco (eu) Euskadi                                   | Vitoria-Gasteiz                                      | Situation géographique du Pays basque en Espagne.               | Alava Biscaye Guipuscoa                                               | 2 177 654         | 7 234            |
| La Rioja (es) La Rioja                                                     | Logroño                                              | Situation géographique de La Rioja en Espagne.                  | Logroño                                                               | 315 811           | 5 045            |
| Communauté valencienne (es) Comunidad Valenciana (ca) Comunitat Valenciana | Valence                                              | Situation géographique de la Communauté valencienne en Espagne. | Alicante Castellón Valence                                            | 5 051 250         | 23 255           |
| Ceuta (es) Ceuta                                                           | Ceuta (es) Ceuta                                     | Situation géographique de Ceuta en Espagne.                     | Ville autonome                                                        | 82 787            | 18,5             |
| Melilla (es) Melilla                                                       | Melilla (es) Melilla                                 | Situation géographique de Melilla en Espagne.                   | Ville autonome                                                        | 83 489            | 13,41            |